# Nikica Miličević
Nikica Miličević (Gojevići, Fojnica, 18. rujna 1957. – Fojnica, 13. studenoga 1993.), hrvatski katolički svećenik iz BiH, franjevac. Ubijen je u ratnom zločinu koji su počinili pripadnici Armije BiH. Ubijen u istom napadu kad i fra Leon Migić.

## Životopis
Nikica Miličević rođen je 18. rujna 1957. u selu Gojevići, općina Fojnica, u katoličkoj obitelji sa šestero djece. Otac Mato je radio u šumarstvu i drvnoj industriji u Fojnici, a majka Luca, r. Oroz, bavila se, kao i većina tadašnjih udanih žena, odgojem djece i kućanskim poslovima te radom u vrtu i brigom oko stoke.
Još kao dječak Nikica je pokazivao oštroumnost, brzinu u komuniciranju i spremnost na humor u svakoj prigodnoj situaciji. Nakon završene osnove škole i neuspješnog pokušaja da ode u vojsku, u jesen 1972. odlazi u sjemenište, gdje je bio dobar učenik, ali i veoma dobar suradnik u pomaganju svojim kolegama. Četiri godine kasnije oblači franjevački habit i pristupa godini kušnje (novicijat), koju sa svojom generacijom provodi u Visokom. Nakon godine novicijata odlazi na Franjevačku teologiju u Sarajevu, gdje je bio glavni organizator predstava. Svečane zavjete polaže 3. listopada 1982., a za svećenika je zaređen 5. srpnja 1984. u Nedžarićima.
Mladi fra Nikica je sa službom započeo u Rami, a onda nastavio u Busovači i Bugojnu da bi se vratio u rodnu župu Fojnicu, koja mu je bila i posljednja župa.

### Ubojstvo
U ljeto 1991. došao je u Fojnicu, gdje je obnašao dužnost kapelana, vikara samostana i fojničke župe sve do nasilne smrti u studenom 1993. Ubio ga je vojnik Armije RBiH, Miralem Čengić rafalom u zatiljak. Njegov pretpostavljeni zapovjednik Hasib Mušinbegović je prilikom obljetnice zločina 2010, posjetio samostan u Fojnici zajedno s posrednicima među kojima je bio i fra Ivan Nujić, tajnik Franjevačke klasične gimnazije u Visokom, ispričao se za zločin te izjavio da nije naredio ubojstvo. Vrhovni vojni sud u Sarajevu u krivičnom predmetu (Broj: K-248/94) i Vrhovni sud Bosne i Hercegovine (Kž. 10/95) za ovaj zločin su procesuirali Miralema Čengića i osudili ga na 11, odnosno na 15 godina zatvora, a učesnike Nedima Zerdu, Samina Mušinbegovića i Vahida Begića na po šest mjeseci zatvora.
Svake godine, na godišnjicu zločina i ubojstva fratara u Fojnici 13. studenog, održava se komemoracija na koju dolaze brojni franjevci, fojnički vjernici kao i vjernici iz župa središnje Bosne. Ova komemoracija je trajna uspomena na žrtvu fojničkih fratara koji su svojim životom posvjedočili ljubav prema Bosni i svome narodu, ali i podsjećanje na činjenicu da do dana današnjega nisu pronađeni nalagodavci ubojstva fratara, niti pravilno sankcionirani počinitelji ubojstva.
Kada su ubijeni fratri fra Nikica i fra Leon, Hrvata nije bilo u Fojnici. U samostanu je 24 sata stanovala muslimanska policija u samostanu, jeli s fratrima, stanovnali u sobama zbog čega je sve sačuvano. Zločinac, neposredni izvršitelj ubojstva osuđen je na 15 godina zatvora. Trojica pomagača ubojici osuđena su na samo po šest mjeseci zatvora. Alija Izetbegović tri puta je pomilovao ubojicu. Kad je četvrti put pomilovan od tadašnjeg predsjednika FBiH Ejupa Ganića, oslobođen je.

## Vanjske poveznice
- Hrvatsko nebo[neaktivna poveznica] Alija Izetbegović tri puta pomilovao, a Ejup Ganić oslobodio ubojice fojničkih fratara
- Osvrt u povodu XXII. godišnjice strijeljanja fojničkih fratara
- Dvadeset prva godišnjica strijeljanja fra Nikice Miličevića i fra Leon Migića
- Časnik Armije BiH: Žao mi je zbog ubojstva franjevaca!